# Bollendorf
Bollendorf est une localité et commune allemandes situées dans l'arrondissement d'Eifel-Bitburg-Prüm du Land de Rhénanie-Palatinat.

## Géographie
La commune est bordée au sud-ouest par la frontière luxembourgeoise et la Sûre (un affluent de la Moselle) qui la séparent du canton d'Echternach.
Le village de Bollendorf se trouve sur la rive gauche de la Sûre.

Situation dans l'arrondissement

### Quartiers
- Bollendorf
- Ferschweiler

## Histoire
Historiquement Bollendorf est documentée la première fois en 716 comme Villa bollana.

## Tourisme et curiosités
- Le château de Bollendorf
- Le château de Weilerbach
- La villa romaine de Bollendorf
- La Fraubillenkreuz, un menhir vieux de 5 000 ans

## Jumelages
Ascain (France) depuis 1979

## Galerie

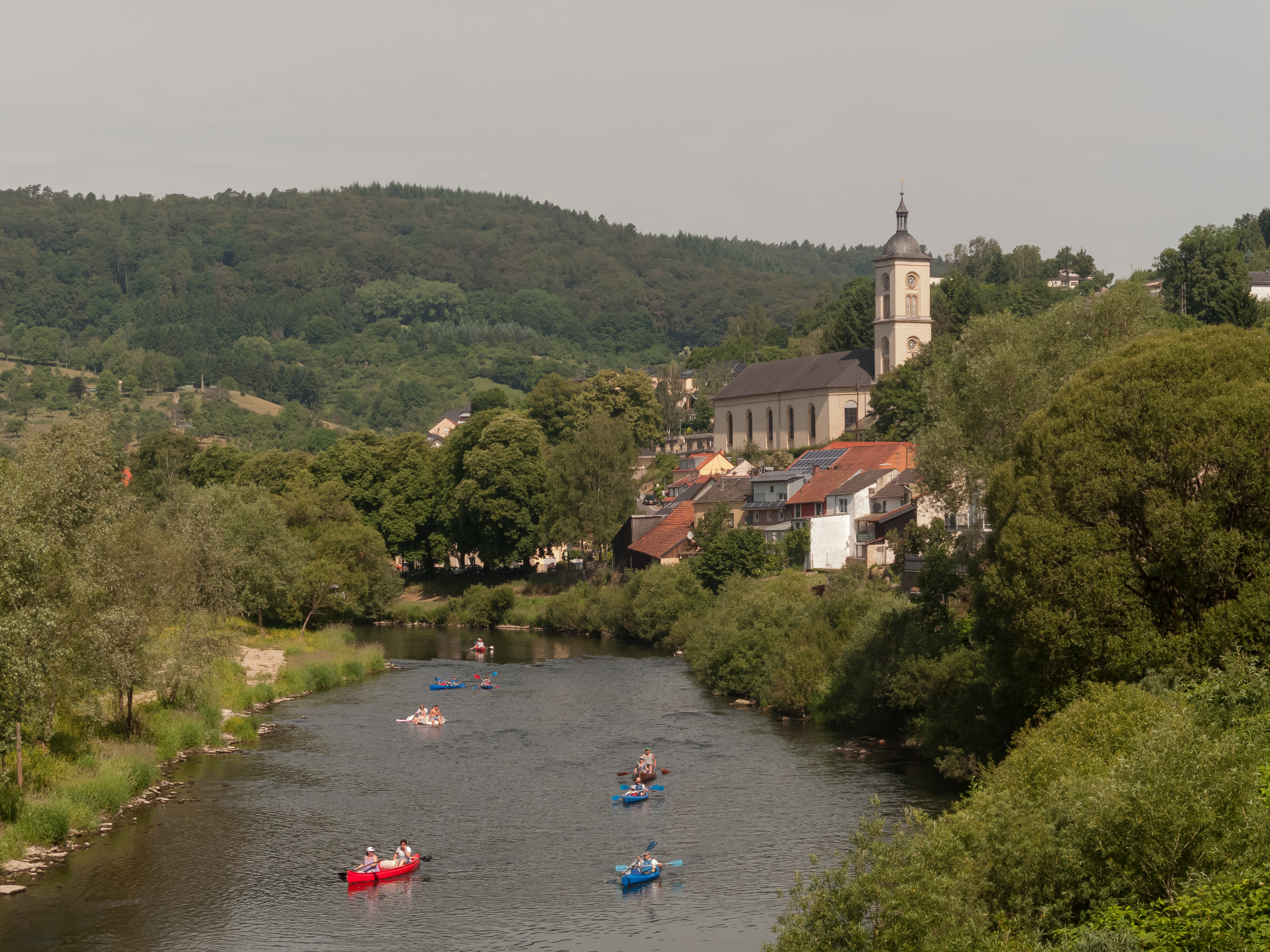
La Sûre avec l'église
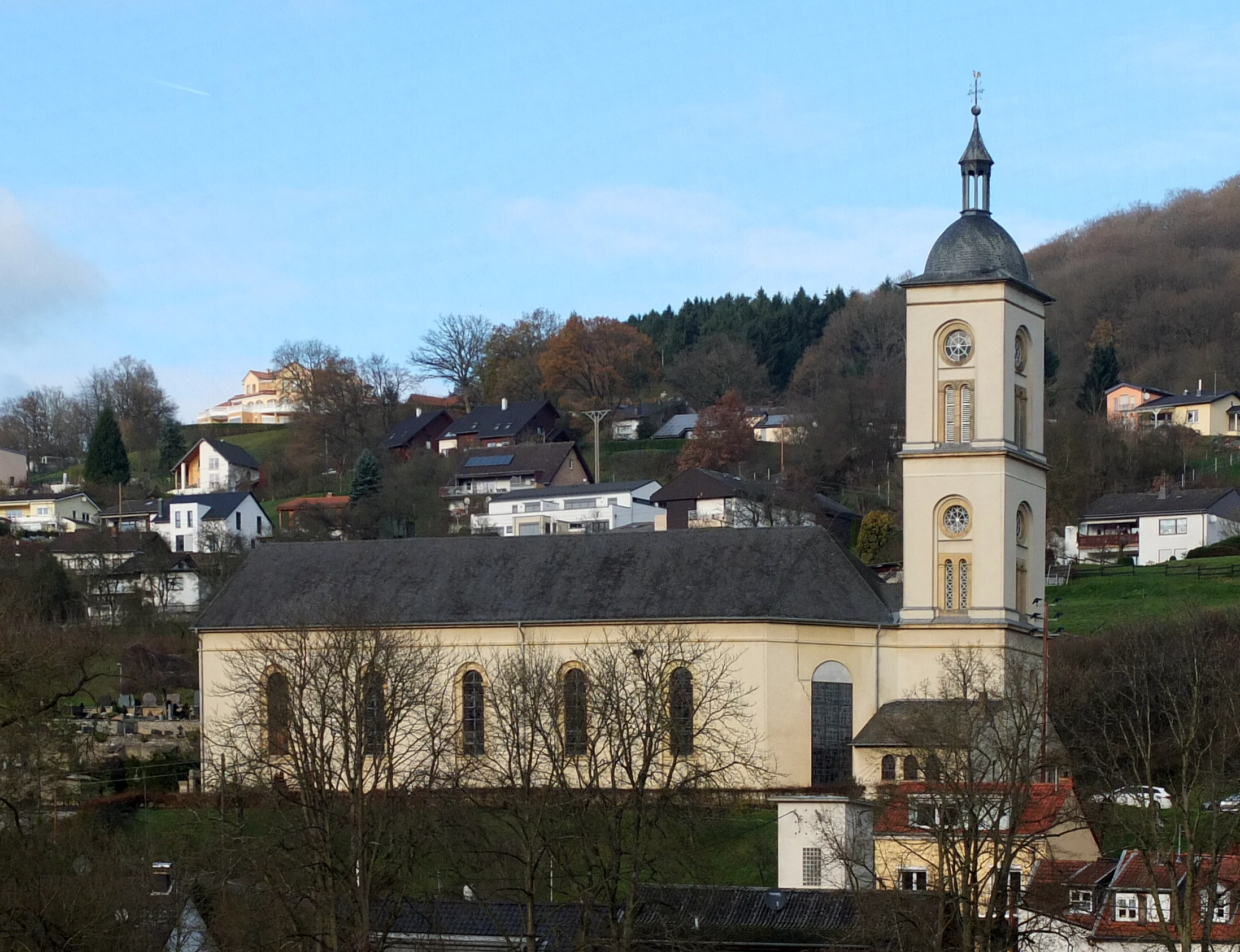
L’église Saint-Michel
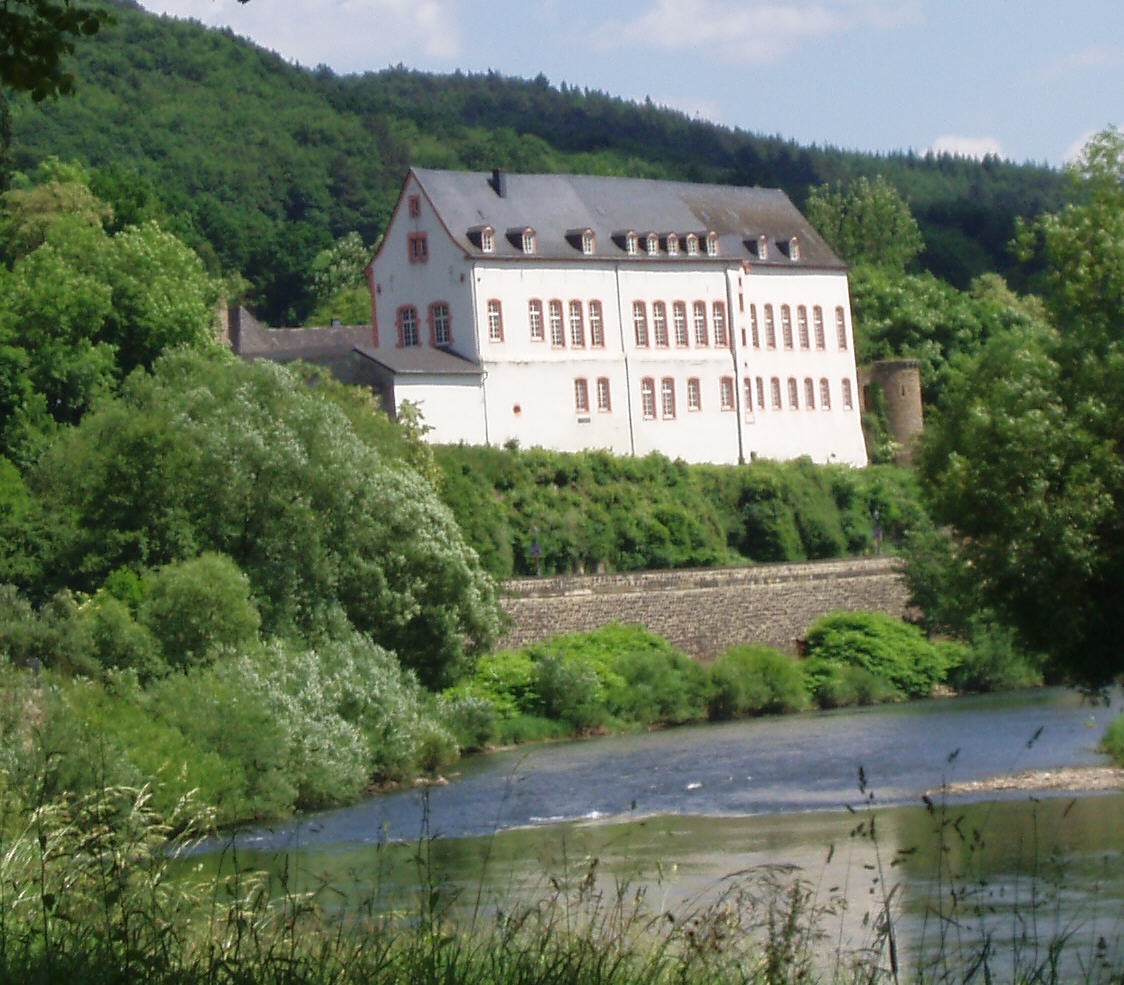
Le château
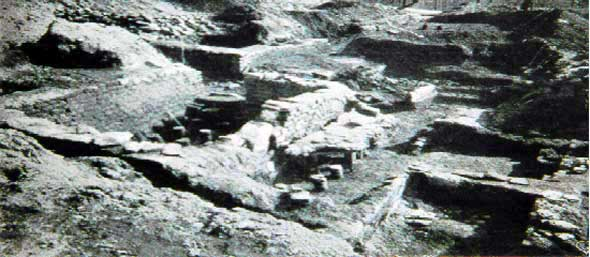
La villa romaine
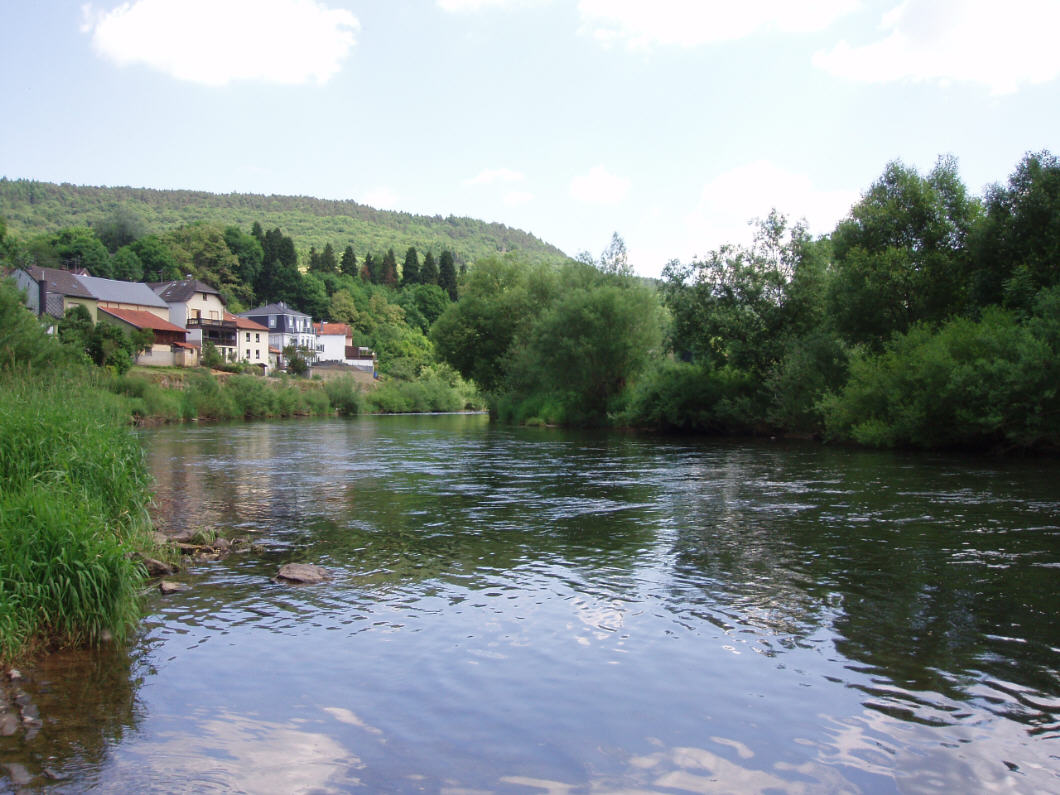
La Sûre
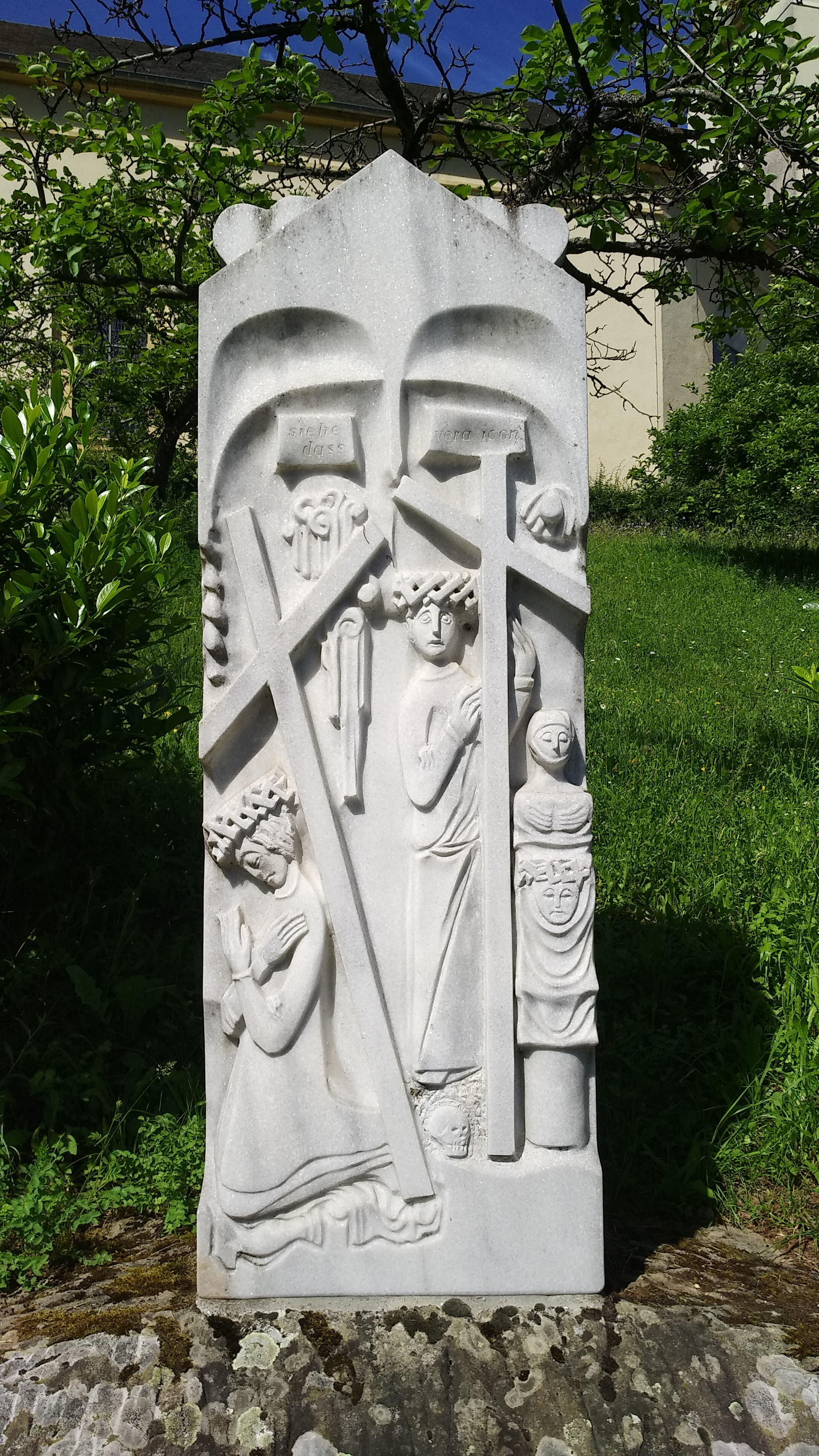
Une station du chemin de croix